# Верден (Эссен)
Верден (нем. Werden) — административный район города Эссен (Германия, федеральная земля Северный Рейн-Вестфалия). Расположен в южной части города на берегу реки Рур. Часто Верден называют «Жемчужиной Рура», так как он был пощажен войной, и, следовательно в нём сохранилось много исторических памятников.

На севере река Рур отделяет Верден от районов Шуир и Бреденай, на востоке Верден граничит с районом Фишлакен, на юге — с районом Хайдхаузен и на западе — с районом Кеттвиг.

## История
История Вердена начинается в VIII веке и связана с деятельностью Святого Людгера, который примерно в 799 году на берегу Рура основал Верденское аббатство. Вокруг монастыря начали возникать поселения и в 1317 году Верден получает городские права. К этому времени Верден представлял собой укрепленный город, окруженный оборонительными стенами.

В 1498 году Верден практически полностью погиб в огне, однако, будучи во владении богатого аббатства достаточно быстро был восстановлен. В то время Верденскому аббатству принадлежали обширные владения, включающие в себя территории современных районов Эссена Бреденай, Хайзинген, Шуир, Кеттвиг, Фишлакен, Хайдхаузен, Купфердре и Бифанг, а также Хайлигенхаз в Дюссельдорфе и Штеркраде в Оберхаузене. В 1803 году в ходе секуляризации, которая проходила под руководством наполеоновского министра Талейрана, Верденское аббатство было упразднено.

Начиная с середины XIX века город начинает благоустраиваться. Так в 1860 году в Вердене были установлены газовые фонари, в 1887 году была проведена канализация. В 1880 году по проекту архитектора Вильгельма Бовензипена было построено новое здание верденской ратуши, которое было перестроено и расширено в 1912—1913 годах усилиями эссенских архитекторов Гросскопфа и Кунца.

Во время Рурского восстания 16 марта 1920 года силами фрайкора была разогнана демонстрация рабочих, при этом 4 демонстранта были убиты.

В 1923 году в Вердене, занятом французскими войсками, проходил процесс над Густавом Круппом фон Болен.

Несмотря на протесты местных жителей, 1 августа 1929 года в рамках областной реформы рейнско-вестфальского промышленного региона Верден был включен в состав города Эссен.

В 1931—1933 годах вблизи Вердена была сооружена плотина на Руре, что привело к образованию водохранилища, которое получило название Бальденайзее и стало популярным местом отдыха. Во время второй мировой войны Верден пострадал мало, поэтому историческая часть города сохранилась. Тем не менее в 60-е годы XX века была проведена комплексная реставрация исторической части Вердена.

## Достопримечательности
- Базилика Святого Людгера строилась с 799 по 1275 годы. Считается одной из самых выдающихся церквей Рейнланда. Особую ценность имеет барочный алтарь. 6 июля 1993 в базилике отправлял службу римский папа Иоанн Павел II. В крипте церкви сохраняются мощи Святого Людгера. Также в церкви хранятся большое число реликвий и художественных ценностей
- Церковь Святого Люциуса, возведенная в X веке считается старейшей приходской церковью к северу от Альп. После секуляризации 1803 года стала использоваться в качестве конюшни, но в 1965 году была вновь освящена.
- Евангелическая церковь была освящена 24 июня 1900 года. Строилась на средства семейства Круппов. Церковь владеет ценными живописями в стиле модерн.